# Караяшник
Кара́яшник — село в Україні, у Чмирівській сільській громаді Старобільського району Луганської області. Населення становить 283 особи.
Село постраждало внаслідок геноциду українського народу, вчиненого урядом СРСР у 1932—1933 роках, кількість встановлених жертв — 15 людей.

## Географія
У селі бере початок Балка Студенець.

## Також
- Перелік населених пунктів, що постраждали від Голодомору 1932-1933, Луганська область